# Алтен
Алтен (нід. Aalten) — муніципалітет і місто на сході Нідерландів, у провінції Гелдерланд.

## Населення
Станом на 31 січня 2022 року населення муніципалітету становило 27 105 осіб. Виходячи з площі Алтена 96,54 кв. км., станом на 31 січня 2022 року густота населення становила 281 осіб/кв. км.
За даними на 1 січня 2020 року 11,4% мешканців муніципалітету мають емігрантське походження, у тому числі 8,0% походили із західних країн, та 3,4% — інших країн.

## Економіка
Станом на 2018 рік середній дохід домогосподарства становить 28,6 тис. євро.

## Населені пункти муніципалітету
Міста
- Алтен
- Бредеворт

Села
- Дінксперло
- Де Герне

Селища
- Герне
- Голленберг
- Ейзерло
- 'т Клостер